# 安布拉斯城

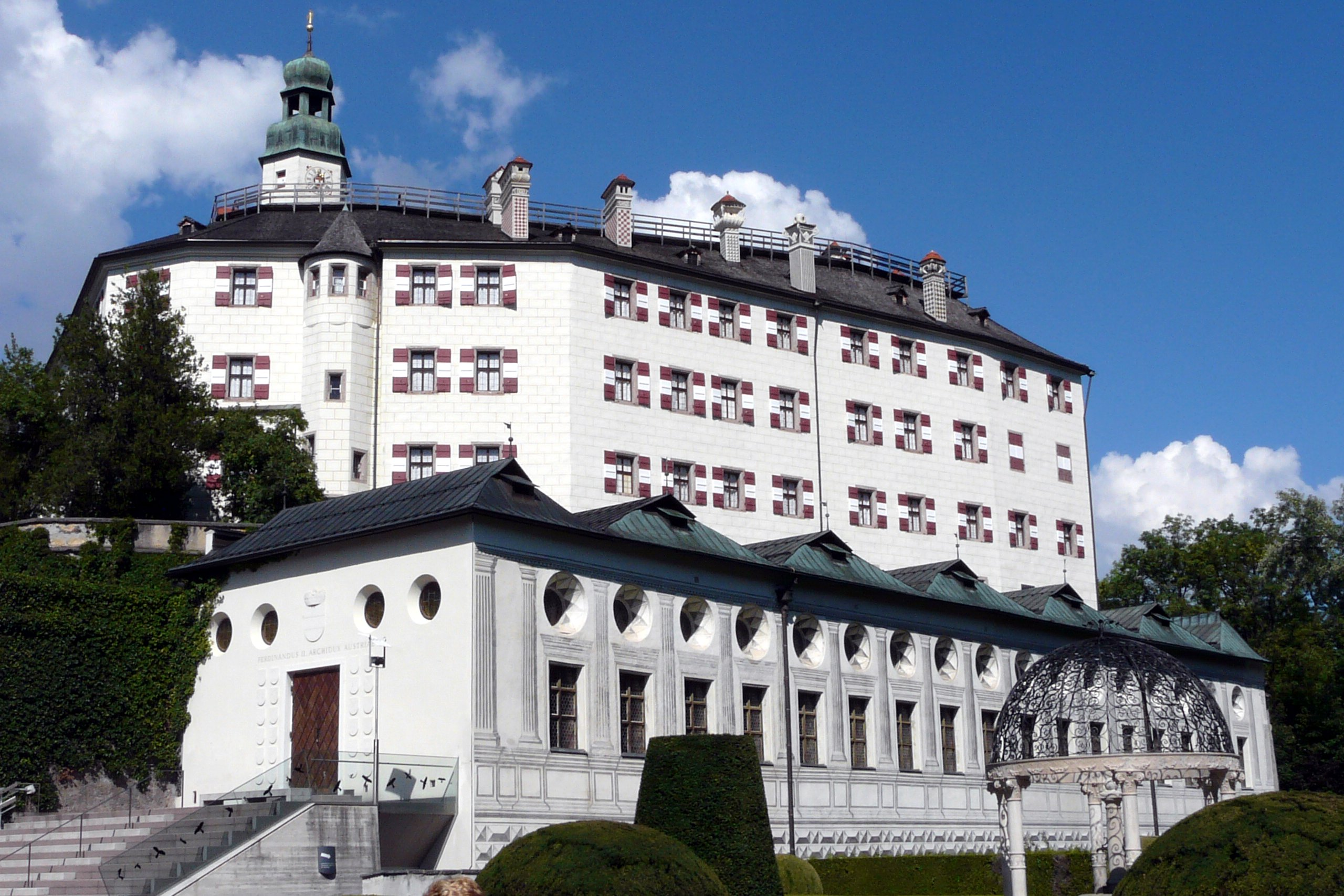

安布拉斯城（德語：Schloss Ambras）是位於奧地利因斯布魯克的一座文藝復興時期的城堡和宮殿建築。城堡位於海拔587米處，是因斯布魯克最熱門的旅遊景點之一，收藏有眾多繪畫作品。

## 外部連結
- Ambras Castle official website （页面存档备份，存于）
- Ambras Castle 360° fullscreen panoramas